# Liste der Monuments historiques in Saint-Ouen-la-Thène
Die Liste der Monuments historiques in Saint-Ouen-la-Thène führt die Monuments historiques in der französischen Gemeinde Saint-Ouen-la-Thène auf.

## Liste der Bauwerke
| Bezeichnung     | Beschreibung                  | Standort | Kennzeichnung | Schutzstatus | Datum | Bild           |
| --------------- | ----------------------------- | -------- | ------------- | ------------ | ----- | -------------- |
| Kirche St-Alban | Erbaut im 12./13. Jahrhundert | (Lage)   | PA00105211    | Inscrit      | 1931  | weitere Bilder |